# Robert Burn (architecte)
Robert Burn (1752-1815) est un architecte écossais. Il est le père de l'architecte William Burn.

## Biographie

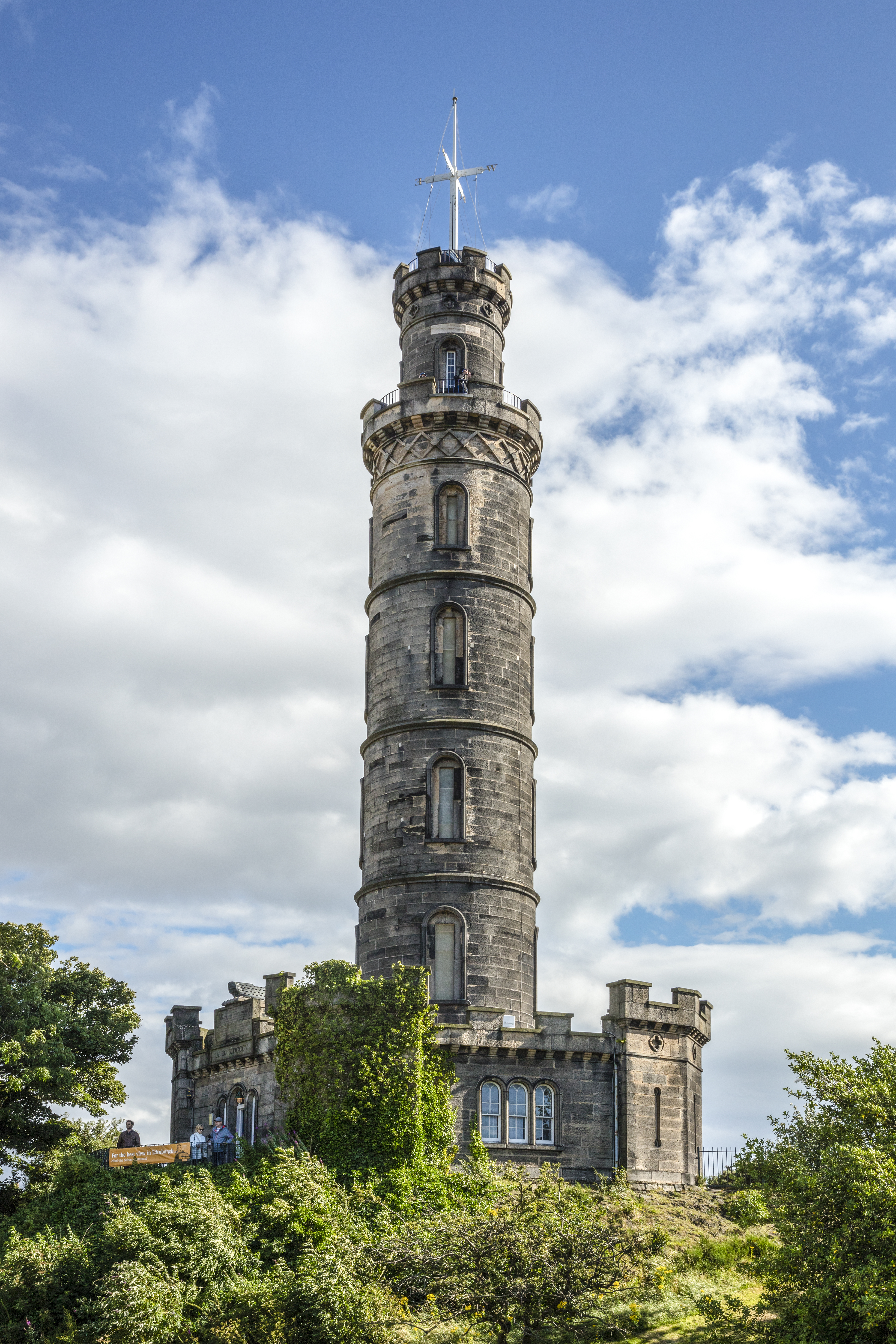
Monument Nelson

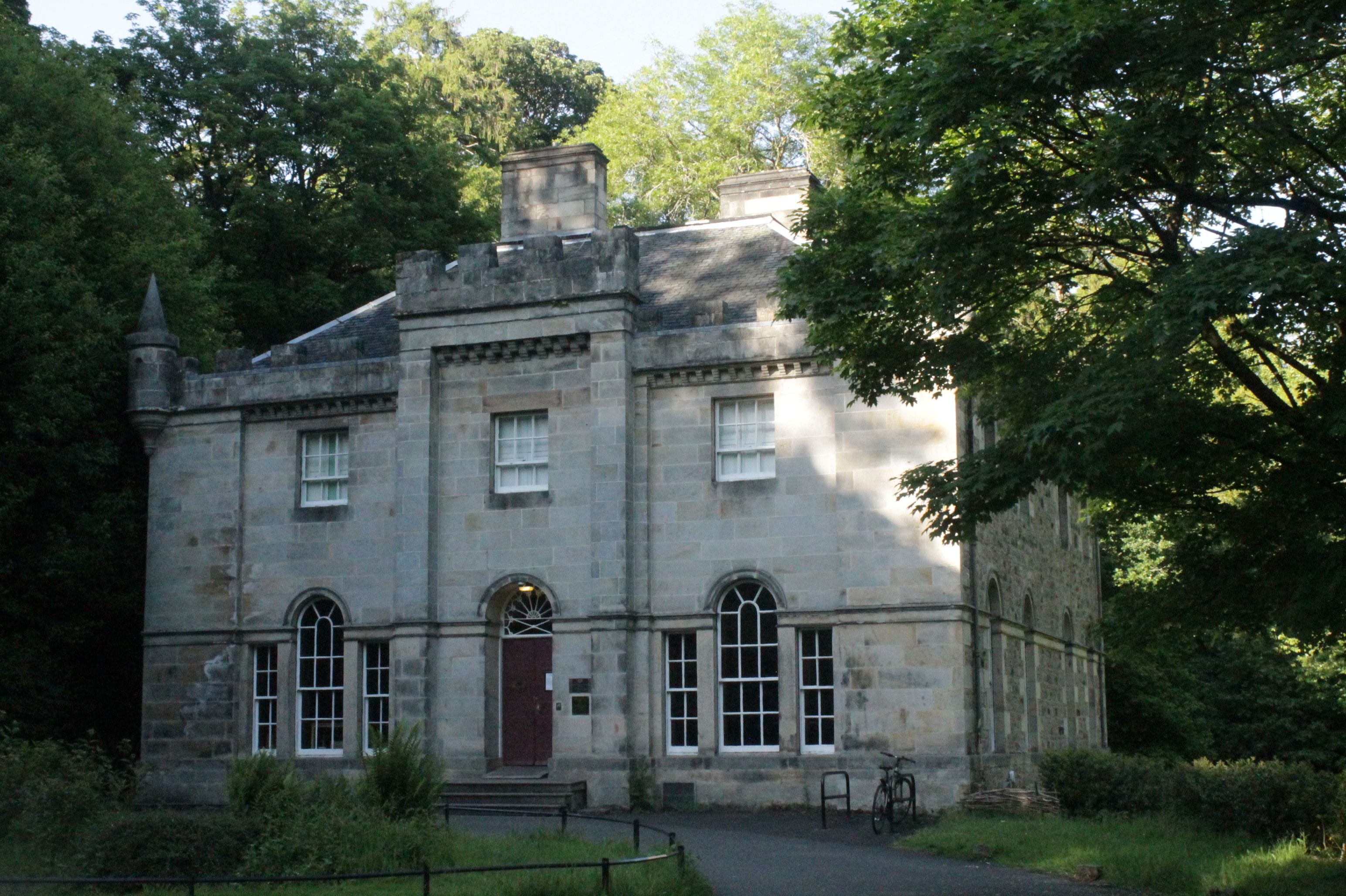
Ermitage de Braid

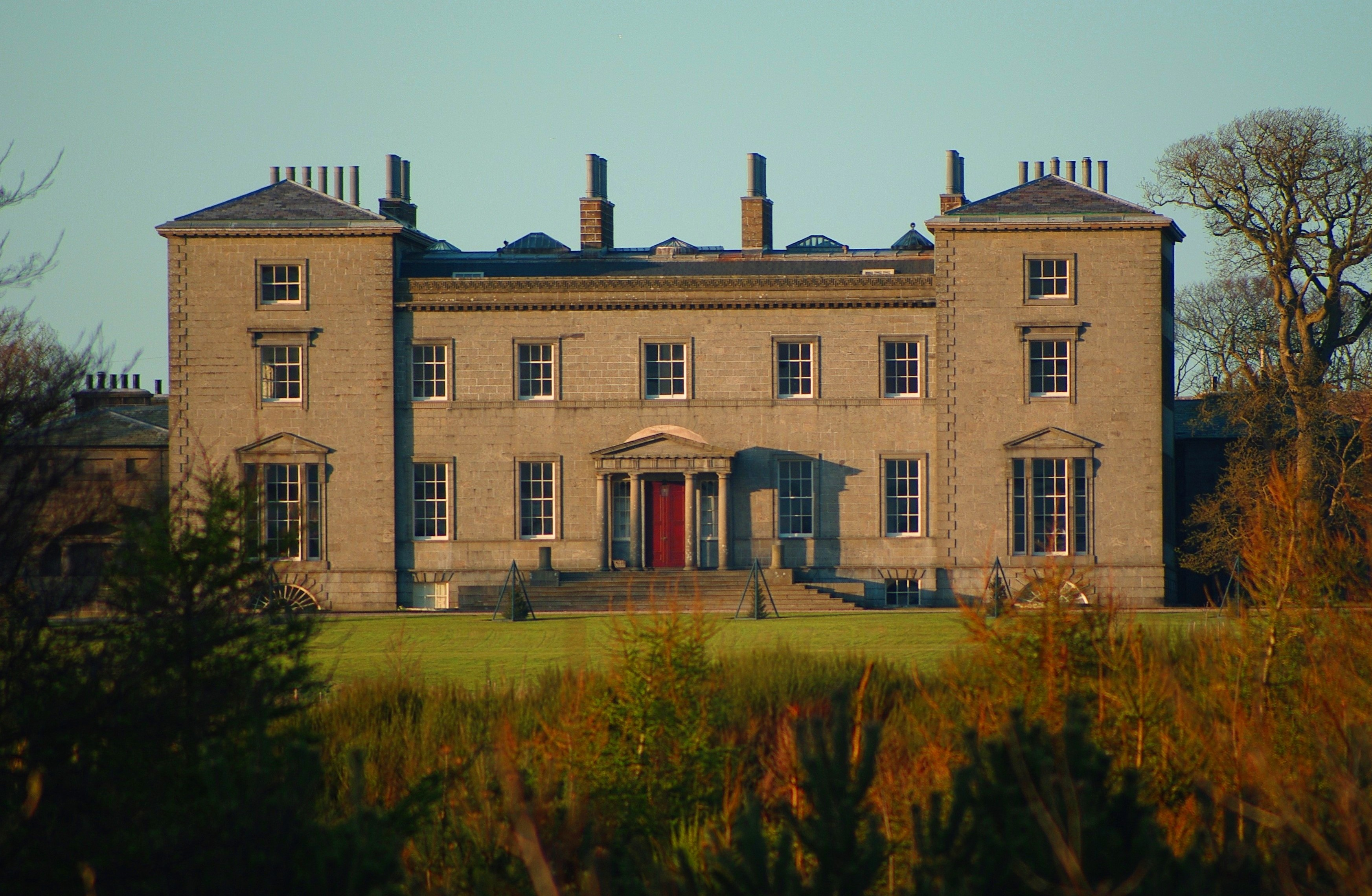
Cairness House vue du sud

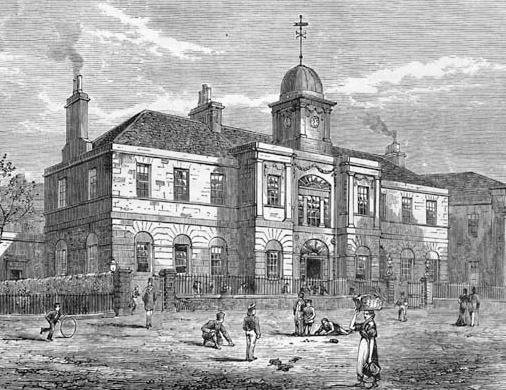
Lycée de Leith

Il est né en 1752 à Jessfield House entre Newhaven et Leith au nord d'Édimbourg, le fils aîné de Robert Burn et de sa femme, Mary Patterson. Il suit une formation de tailleur de pierre monumentale.
De 1772 à 1775, il est employé par James Weir de Tollcross pour réparer et reconstruire l'église St Cuthbert à Édimbourg.
En 1782, il est nommé bourgeois de la ville d'Édimbourg et en 1796, il est doyen du conseil de la guilde.
De 1805 à 1815, il dirige une académie de dessin à Picardy Place à Édimbourg. Elle est connue sous le nom de Trustees Academy et est transféré à la Royal Institution en 1826.
En 1814, il est répertorié comme Robert Burn and Company, Builder and Marble-cutter with yards on Leith Walk. On pense alors qu'il vit avec son fils Thomas Burn au 24 Greenside Street en haut de Leith Walk.
Il épouse Janet Laing (1765-1833) vers 1785. Ils ont 16 enfants.
Il meurt le 5 juin 1815 et est enterré dans un caveau gothique du cimetière Old Calton dans le centre-ville d'Édimbourg. La tombe se trouve dans l'extension ouest (uniquement accessible via l'extension sud) et à part la tombe voisine de David Hume est la plus grande tombe du cimetière.